# Duitse Mediaprijs
De Duitse Mediaprijs (Duits: Deutscher Medienpreis) is een onderscheiding die jaarlijks sinds 1992 wordt uitgereikt door Media Control, een onderneming voor marktstatistieken. De uitreiking vindt plaats in Baden-Baden, de zetel van het bedrijf, voor een gezelschap van rond de 200 uitgenodigde prominente gasten. Karlheinz Kögel stichtte de Duitse Mediaprijs om publieke figuren te eren voor hun werk. Een jury die bestaat uit redacteuren van toonaangevende kranten en tijdschriften beslist over de winnaar.
De prijs zelf is een met de hand gevormd en beschilderd keramieken figuur op een blauwe Braziliaanse marmeren voet. De sinds 1972 in Duitsland wonende Zwitserse kunstenaar Roland Junker maakt de sculptuur, die elk jaar andere kleuren heeft en gemaakt is door de Majolica-maker in Karlsruhe.

## Lijst van winnaars en uitreikers
| Jaar | Ontvanger                                                      | Uitreiker                           |
| ---- | -------------------------------------------------------------- | ----------------------------------- |
| 1992 | Helmut Thoma                                                   | Thomas Gottschalk                   |
| 1993 | Helmut Kohl                                                    | Jens Feddersen                      |
| 1994 | François Mitterrand                                            | Helmut Kohl                         |
| 1995 | Yasser Arafat en postuum Yitzhak Rabin                         | Klaus Kinkel                        |
| 1996 | Boris Jeltsin                                                  | Helmut Kohl                         |
| 1997 | Koning Hoessein van Jordanië                                   | Roman Herzog                        |
| 1998 | Nelson Mandela                                                 | Jürgen Schrempp                     |
| 1999 | Bill Clinton                                                   | Karlheinz Kögel                     |
| 2000 | Gerhard Schröder                                               | Frank Schirrmacher                  |
| 2001 | Rudolph Giuliani                                               | Thomas Middelhoff                   |
| 2002 | Koningin Silvia van Zweden en koningin Rania van Jordanië      | Liz Mohn en Sabine Christiansen     |
| 2003 | Kofi Annan                                                     | Wolfgang Thierse                    |
| 2004 | Hillary Clinton                                                | Angela Merkel                       |
| 2005 | Bono                                                           | Joschka Fischer                     |
| 2006 | Koning Juan Carlos van Spanje                                  | Plácido Domingo                     |
| 2007 | Steffi Graf en Andre Agassi                                    | Dieter Zetsche en Thomas Middelhoff |
| 2008 | Dalai lama                                                     | Roland Koch                         |
| 2009 | Angela Merkel                                                  | Anna Netrebko                       |
| 2010 | Sir Richard Branson                                            | Guido Westerwelle                   |
| 2011 | Sakena Yacoobi, Mitri Raheb, Stanislav Petrov en Denis Mukwege | Roman Herzog                        |
| 2012 | George Clooney                                                 | Ursula von der Leyen                |
| 2013 | Koningin Máxima der Nederlanden                                | Daniela Schadt                      |
| 2014 | Joachim Löw                                                    | Peter Altmaier                      |
| 2015 | Ban Ki-moon                                                    | Christian Wulff                     |
| 2016 | Barack Obama                                                   | Joachim Gauck                       |